# Arundinella hispida
Arundinella hispida là một loài thực vật có hoa trong họ Hòa thảo. Loài này được (Willd.) Kuntze mô tả khoa học đầu tiên năm 1891.